# Menachem Golan
Menachem Golan (hebrejsky: מנחם גולן, 31. května 1929, Tiberias – 8. srpna 2014, Tel Aviv) byl izraelský režisér a filmový producent. Produkoval na 200 filmů a 44 filmů režíroval (mimo jiné například Delta Force, Do útoku či Masters of the Universe). Je nositelem Izraelské ceny a Ofirovy ceny za celoživotní dílo. V letech 1974 a 1978 byly jeho filmy nominovány na Oscara v kategorii nejlepší cizojazyčný film. Zemřel v roce 2014 ve věku 85 let.